# Mickey Mouse en Vietnam
Short Subject, comúnmente conocido como Mickey Mouse en Vietnam, es un cortometraje animado underground de temática antibélica de 1969 dirigido por Whitney Lee Savage (padre de Adam Savage, defama de MythBusters); el productor y diseñador principal fue Milton Glaser. Se produjo de forma independiente y tiene una duración total de un minuto.

## Trama
Se ve a Mickey Mouse caminando felizmente hasta que ve un letrero que dice "Únete al ejército y ve el mundo"; luego sale de la pantalla y regresa con un casco y una pistola; llega a Vietnam durante la guerra a través de un crucero; sin embargo, momentos después, mientras camina sobre la hierba, un enemigo le dispara en la cabeza. El corto termina con Mickey muerto en el suelo, su sonrisa se convierte lentamente en un ceño fruncido.

## Producción
El corto fue producido bajo los auspicios de un estudio llamado Max Cats y Whittesey Sledge Studios. Según Glaser, estaba destinado al Angry Arts Festival que, según él, era "una especie de evento de protesta, que invitaba a los artistas a producir algo para representar sus preocupaciones sobre la guerra en Vietnam y un deseo de acabarlo"; Mickey Mouse fue elegido por ser un símbolo de inocencia.

## Recepción
Recibió un premio del Festival Internacional de Cortometrajes de Oberhausen en 1970. Según Glaser, fue recibido positivamente por el público.

### Estado de conservación
Se pensó erróneamente que la película se había perdido durante muchos años. Se mostró bajo su título francés Mickey au Vietnam o Mickey Mouse au Vietnam en el Festival Côté court de Pantin en Francia en 1998 y 2003. En ambos casos, la copia provino del distribuidor francés ISKRA. La Cinémathèque québécoise en Montreal, Canadá, usó su propia copia en 2004.
El 22 de abril de 2013, el usuario de YouTube abadhiggins subió el video. Cinco años más tarde, el 31 de julio de 2018, otro usuario de YouTube, CDCB2, subió el corto completo en una impresión VHS distorsionada y poco atenuada; esta versión incluye los títulos de apertura y cierre, el líder de la película de cuenta regresiva de SMPTE Universal y una diapositiva de VHS del segmento de Disney de entrada de servidores de Telecine Compact Video Systems, los cuales estaban ausentes en la carga de 2013, así como la pista de audio, que, hasta entonces, se suponía que estaba completamente perdido. La música utilizada de forma destacada en la banda sonora es The Gonk de Herbert Chappell, popularizada por la película de terror Dawn of the Dead de George A. Romero.